# الحمادات (كيسر)
الحمادات هي إحدى مشيخات المملكة المغربية، تتبع جغرافيا لإقليم سطات وإداريًا لكيسر. يقدر عدد سكانها بـ 5033 نسمة حسب الإحصاء الرسمي للسكان والسكنى لسنة 2004.